# Islas Caimán en los Juegos Olímpicos de Barcelona 1992
Las Islas Caimán estuvieron representadas en los Juegos Olímpicos de Barcelona 1992 por diez deportistas masculinos que compitieron en tres deportes.
El equipo olímpico no obtuvo ninguna medalla en estos Juegos.